# سیاه‌گیله (سرده)
سیاه‌گیله (نام علمی: Vaccinium) یک سرده از درختچهها در خانواده گیاهی خلنگیان است. میوه گونه‌های بسیاری از آن برای انسان خوراکی است و برخی از این میوه‌ها تجاری هستند مانند سیاه گیله، یاتوت، بیلبری، لینگوبری، هاکلبری، (و قره قات و سیاه‌گیله در ایران). این گیاهان معمولاً در خاک‌های اسیدی می‌رویند.

## گونه‌ها
- بلوبری اروپایی، Vaccinium myrtillus
- سیاه‌گیله (گیاه)، Vaccinium arctostaphylos
- کرنبری باتلاقی، Vaccinium oxycoccos
- لینگوبری، Vaccinium vitis-idaea